# Pseudomusonia fera
Pseudomusonia fera es una especie de mantis de la familia Thespidae.

## Distribución geográfica
Se encuentra en Costa Rica, Venezuela y Panamá.